# Värdväxt
Värdväxt är dels en växt som vissa ryggradslösa djur såsom insekter lever på och äter av under sina tidiga stadier, dels en växt som en parasit hämtar sin näring från.

## Fjärilars värdväxter
Fjärilslarver är för det mesta växtätare och ofta äter de endast någon eller några få olika växtarter vilka då är den fjärilens värdväxter. Vanligen äter de växtens blad men ibland även frukt eller andra delar. De vuxna fjärilarna suger nektar från blommor, men inte alls bara från de värdväxter larverna lever av. Tillgången på värdväxter är en viktig faktor för en fjärilsarts utbredningsområde. Vuxna honor lägger vanligen äggen på eller nära en värdväxt, så att larven kan börja äta så snart ägget kläcks. Vissa larver äter giftiga växter och behåller giftet i sin egen kropp som ett skydd mot rovdjur.
Ett exempel:

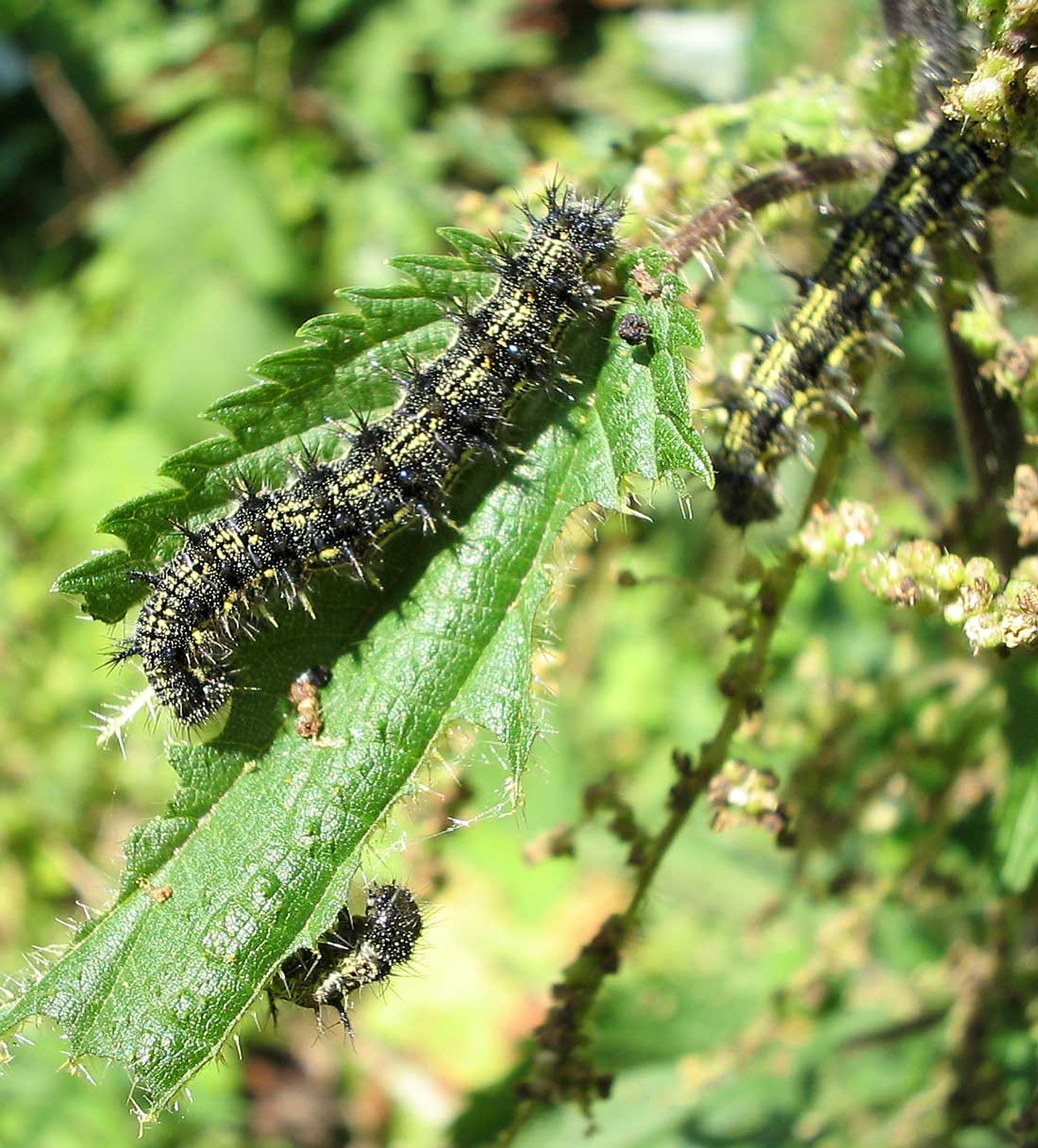
Nässelfjärilens larv
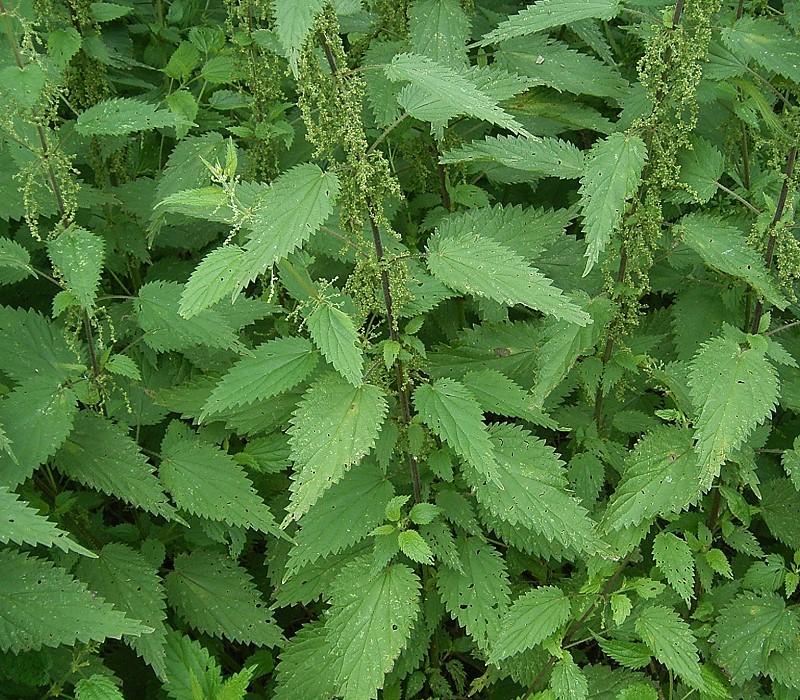
lever på och av värdväxten brännässla
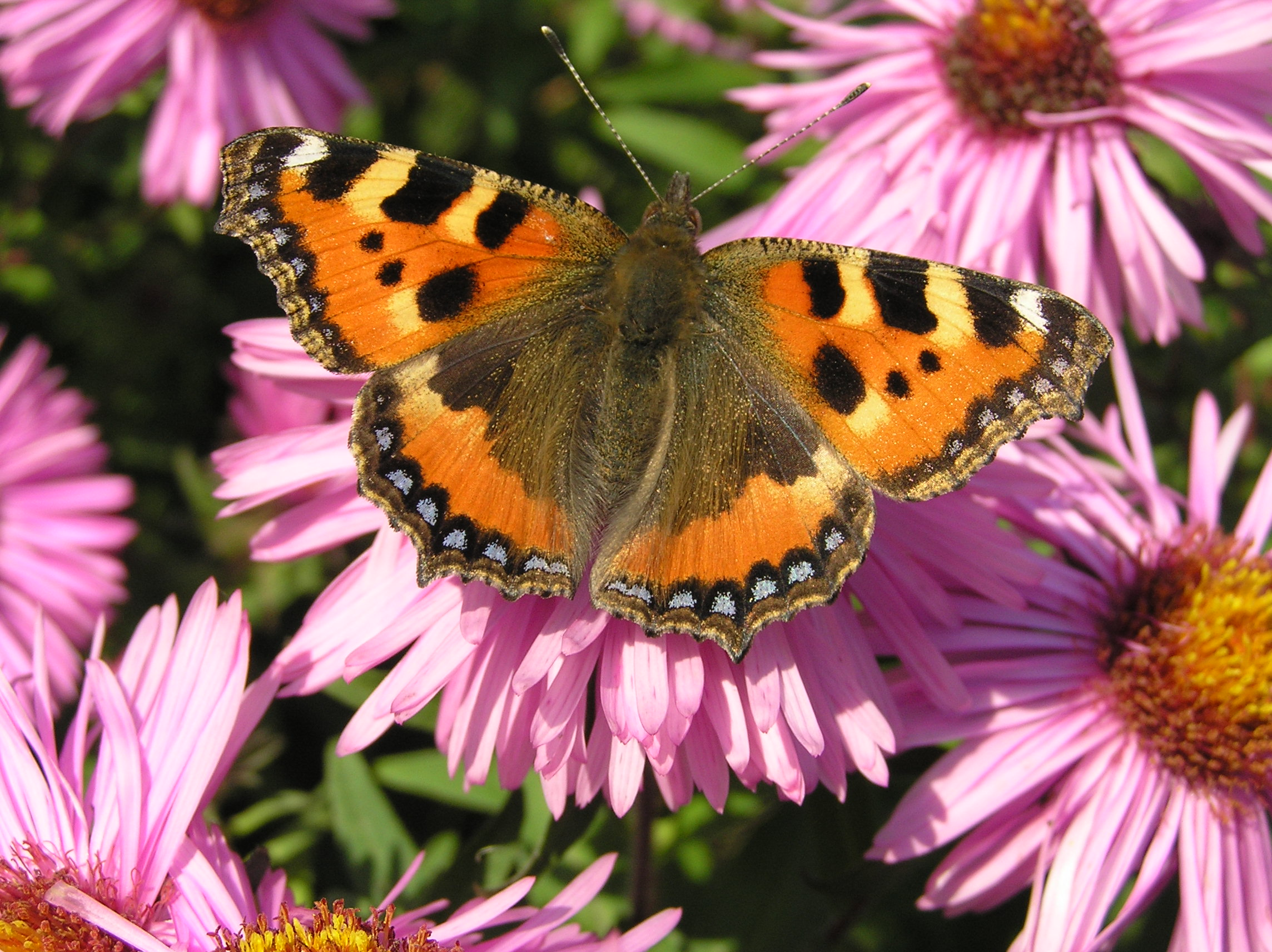
men imagon suger nektar från många andra växter.

## Växters värdväxter

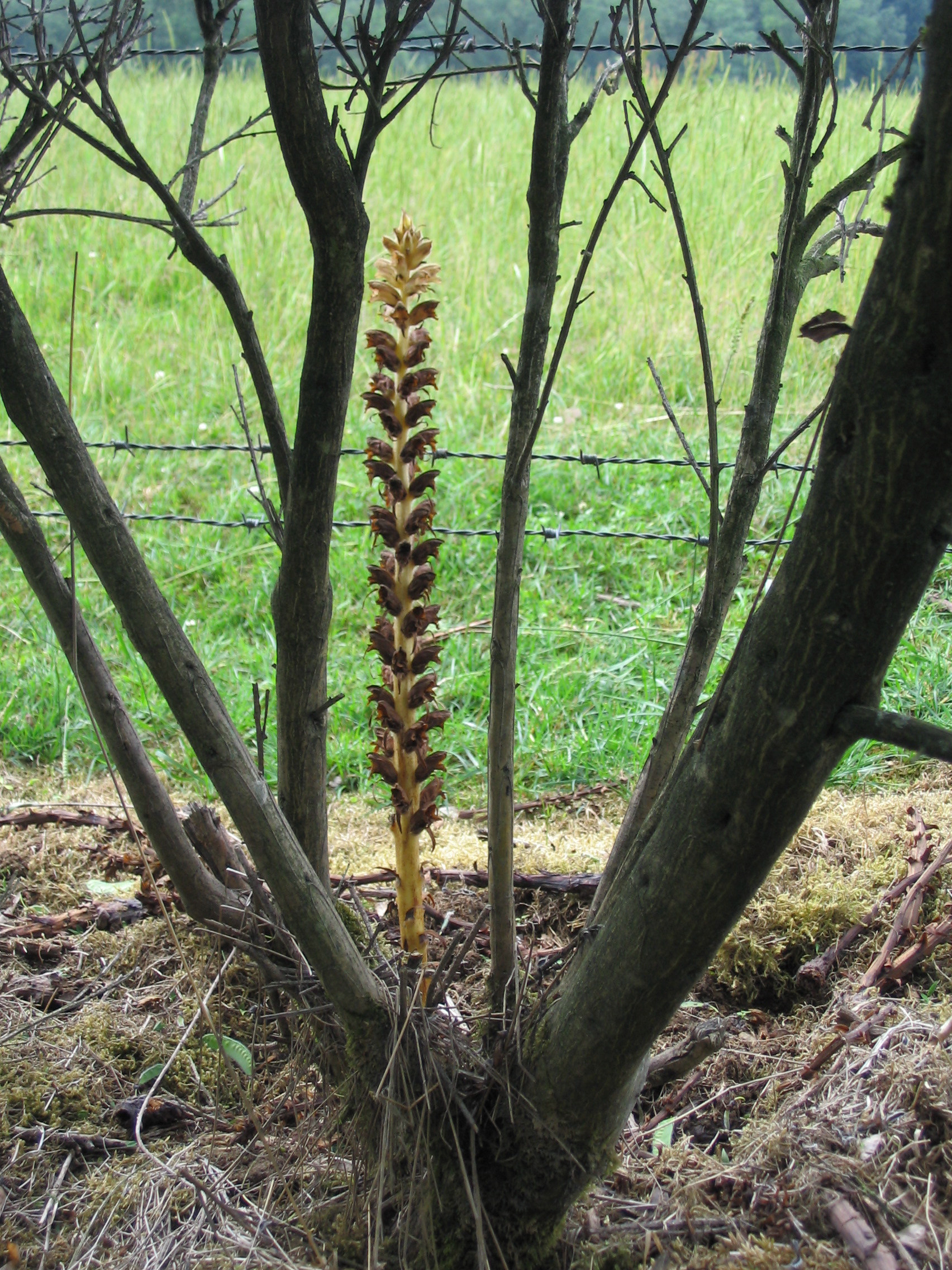
Snyltroten Orobanche rapum-genistae växer på rötterna till en buske.

Parasitiska växter lever på en annan växt, parasitens värdväxt. En anledning att en växt är parasit kan vara att den saknar klorofyll. Exempel på sådana växter är snyltrotsväxter som lever på värdväxtens rötter.